# تعليم بريل
ينبغي أن يكون الطفل المبصر فاهمًا للكلمات الشائعة عند قراءته في المرحلة الأساسية من التعليم وقادرًا على الإجابة عن الأسئلة البسيطة التي تدور حول المادة المقدمة. وينبغي أن يكونوا من الطلاقة بحيث ينهون المادة في إطار زمني محدد. وعلى مدار تعليم الطفل، تنمّى هذه الأساسيات تدريجيًا وتبنى عليها مهارات أعلى في مجال الرياضيات والعلوم والفهم. أما الأطفال الأكفّاء فينقصهم القدرة على الرؤية وإذا ما لم يزودوا بالأدوات الضرورية فستفوتهم الأمور الأساسية من التعليم المبكر والتعليم العالي.

## الإحصائيات
في عام 1960، بلغت نسبة القادرين على القراءة بطريقة برايل 50 في المائة من أطفال المدارس المصابين بـالعمى في الولايات المتحدة. ووفقًا للتقرير السنويلعام 2007 الصادر عن دار الطباعة الأمريكية، يقدر عدد الأطفال المصابين بالعمى في الولايات المتحدة 57696 طفلاً تقريبًا. ومن بين هؤلاء الأطفال الذين هم في سن المدرسة، يستخدم 10 في المائة فقط طريقة برايل بصورة أساسية في القراءة. وهناك أسباب عدة لقلة استخدام طريقة برايل منها القيود المفروضة على ميزانية المدارس والتقدم التقني واختلاف الآراء الفلسفية حول تعليم الأطفال المصابين بالعمى.
والنقطة المحورية التي مرت بها طريقة برايل هي إمرار الكونغرس الأمريكي لها في قانون إعادة التأهيل لعام 1973 الذي قضى بتحويل آلاف الأطفال من المدارس المتخصصة لتعليم المكفوفين إلى المدارس العامة. فأدى هذا إلى قلة التعليم بطريقة برايل منذ دخول هذا القانون حيز التنفيذ، وذلك نظرًا لقلة عدد المدارس العامة التي تطيق تأهيل وتوظيف مدرسين مؤهلين للتدريس بطريقة برايل. وتحسنت معدلات تعلم برايل تحسنًا طفيفًا منذ إقرار القانون، وأسهم في هذا الضغوط التي مارستها جماعات الدعوة والدفاع عن المستهلك حيث أخذت موافقة 27 ولاية على تشريع يطالب بإتاحة فرصة تعلم برايل للأطفال المصابين بالعمى .
وفي عامي 1998 و1999 كان هناك ما يقرب من 55200 طفل مصاب بالعمى في الولايات المتحدة استخدم منهم 5500 فقط طريقة برايل في القراءة. التعلم المبكر لطريقة برايل أمر حساس ومهم لمحو أمية الأطفال متحدي الإعاقة البصرية. وأشارت دراسة أجريت في ولاية واشنطن إلى أن الأطفال الذين تعلموا برايل في مراحل سنية مبكرة كان أداؤهم مثل أقرانهم المبصرين، إن لم يكن أفضل، في العديد من المجالات منها المفردات والاستيعاب. وفي دراسة مبدئية للبالغين، حيث تقوي العلاقة ما بين مهارات القراءة والكتابة لدى البالغين وبين توظيفهم، وجد أن 44 في المائة ممن تعلموا القراءة بطريقة برايل من بين الخاضعين للبحث كانوا عاطلين في مقابل 77 في المائة عاطلين ممن تعلموا القراءة بالحروف المطبوعة.
وحاليًا، يعمل 90 في المائة من الملمين بطريقة برايل من بين البالغين المكفوفين في الولايات المتحدة البالغ عددهم 85000 تقريبًا. ويعمل 1 من كل 3 ممن لا يستطيعون القراءة بطريقة برايل. وبلغة الأرقام، أثبت التاريخ أن إجادة القراءة بطريقة برايل تسلح الأطفال متحدو الإعاقة البصرية بمجموعة مهارات أساسية تجعلهم على قدم الوثاق مع أقرانهم المبصرين في البيئة المدرسية بل وفي مستقبل أيامهم عندما يهمون بالدخول إلى معترك العمل.

## تعليم برايل في مدرسة هادلي للمكفوفين (Hadley School for the Blind)
تعد مدرسة هادلي للمكفوفين من أكبر وأعرق المدارس المتخصصة في تعليم طريقة برايل فضلاً عن أنها أكبر راعٍ لتعليم المكفوفين ومتحدي الإعاقة البصرية عن بعد. ومنذ نشأة مدرسة هادلي للمكفوفين عام 1920 وهي تضع تعليم برايل على قمة سلم أولوياتها، ولا تزال مقررات برايل صاحبة النصيب الأكبر إلى يومنا هذا. وفي خلال العام المالي 2010، التحق ما يقرب من 3400 طالب إلى فصول تعليم القراءة والكتابة مدرسة هادلي (منهم المبصرون ومنهم المكفوفون). وتعقد مدرسة هادلي حاليًا 14 برنامجًا لتعليم برايل يدرّس فيها 11 معلمًا على درجة عالية من التدريب. وتدرس 9 برامج منها على متعلمي اللمس وتقدم المدرسة أيضًا خمسة برامج للأفراد المبصرين من مثل الأسر والمتخصصين في هذا المجال.
وعلى مدار السنوات الماضية، عملت المدرسة على تطوير استخدام برايل من عدة أوجه
منها أنها كانت أول من استخدم الناسخ الحراري (Thermoform Duplicator) الذي
ينسخ حروف برايل من الورق العادي إلى الورق البرايلي (ورق من البلاستيك المقوّى) وهي من أول من
استخدم طباعات برايل عالية السرعة التي تعمل بالحاسوب. وهي مدرسة رائدة في مجال إنتاج كتب برايل
فهي تنتج ما لا يقل عن 50000 صفحة برايل كل عام ضمن مشروعها
الكبير لنشر كتب برايل. وتقدم المدرسة خدمات كتابة برايل وفقًا لهيئة برايل بأمريكا الشمالية. والناسخون معتمدون من المكتبة الوطنية لخدمات المكفوفين والمعاقين بدنيًا.

### برنامج منح شهادة برايل من المكتبة الوطنية
تعاقدت المكتبة الوطنية لخدمات المكفوفين والمعاقين بدنيًا (NLS) التابعة لمكتبة الكونغرس (Library of Congress) مع الاتحاد الوطني للمكفوفين (National Federation of the Blind) لمنح شهادة إجادة لنساخ ومدققي برايل المهتمين بالعمل في مجتمعاتهم على إنتاج مواد برايل للمكفوفين. وينسخ متطوعو برايل المعتمدون المواد التي تستخدمها الوزارات الحكومية المعنية بالتعليم الخاص، والمكتبة الوطنية لخدمات المكفوفين والمعاقين بدنيًا، والمكتبات التي توزع الكتب والمجلات عبر برنامج المكتبة الوطنية لخدمات المكفوفين والمعاقين بدنيًا. ويكمل هؤلاء المتطوعون برنامجًا موسعًا حول النسخ بحروف برايل ويعملون على توفير المواد الضرورية للارتقاء بتعليم برايل.
وتمنح المكتبة الوطنية لخدمات المكفوفين والمعاقين بدنيًا معلومات وموارد كثيفة حول تعلم برايل، ومن ذلك كتب برايل وبرامج برايل ومواد أخرى تهدف إلى تعزيز ما ينتج بطريقة برايل. ويتجلى النفع العظيم لهذه المعلومات في خدمة أفراد الأسرة والأصدقاء والمتخصصين الراغبين في زيادة معلوماتهم عن تعلم برايل. وعلى الجانب الآخر تُوفر للمعلمين مصادر تساعدهم في تعليم برايل فضلاً عن إفادتها للمهتمين بتعلم القراءة والكتابة بطريقة برايل.

### اقرأ (ReadBooks)! لأن برايل تعني الكثير
يوزع برنامج ReadBooks! التابع لـ National Braille Press حقائب مجانية لتعلم برايل في الولايات المتحدة وكندا للأسرة التي بها أطفال مكفوفون من سن الميلاد إلى سن السابعة. يعمل البرنامج على تعريف الأطفال المكفوفين ببرايل منذ نعومة أظفارهم ويشجع الأسر على قراءة كتب برايل / الكتب المطبوعة معهم. ومنذ انطلاقة البرنامج عام 2001، وزع أكثر من 9000 حقيبة تعلم برايل باللغتين الإنجليزية والإسبانية.
وتحتوي حقائب ReadBooks! على كتب برايل مطبوعة تناسب المرحلة العمرية، ومدخل لتعليم برايل للآباء المبصرين، وأشياء / ألعاب لمحو أمية اللمس، وألوان شمع للرسم، ودليل للآباء يشرح سبب وطريقة قراءة الكتب مع أطفالهم المكفوفين الصغار. وكتب برايل المطبوعة هي كتب مطبوعة عادية مثل كتاب اختفاء السيدة نيلسون (Miss Nelson Is Missing) أو كتاب كوردوري (Corduroy) معلق عليها بنص برايل على ورق بلاستيكي شفاف بحيث يقرأ الكتاب بالطريقتين. وتتعاون مطبعة برايل الوطنية مع المعلمين ومتخصصي التدخل المبكر لتحديد الأسر التي تستحق الاستفادة بحقائب الكتب،families can also request their own bags. هناك دليل دامغ على أن معتقدات الآباء وتوجهاتهم نحو القراءة والوقت الذي يقضيه الآباء مع أبنائهم في القراءة يؤثر كثيرًا على تطور مهارات القراءة لدى الأبناء. ويساعد الآباء في رفع مستوى استعداد أبنائهم إذا ما وفروا لهم في المنزل بيئة غنية بكتب برايل.

### نقاط للصغار (Dots for Tots)
يهدف برنامج نقاط للصغار إلى جذب وتقوية حواس الأطفال المعاقين بصريًا. وهذا الأمر مهم لتهيئتهم للقراءة واستمتاعهم بالتعلم. يوفر هذا البرنامج المجاني كتبًا وأدوات للارتقاء بالتعلم بين الأطفال المكفوفين في مرحلة ما قبل المدرسة وأوائل المرحلة الابتدائية. وتعد النقاط من العوامل المهمة في هذا البرنامج ومثلها مثل متطلبات تعلم الأبجدية بالنسبة للأطفال المبصرين. ويساعد البرنامج أيضًا في جذب اهتمام الطفل المكفوف بالقدر نفسه الذي يفعله كتاب مصور بالنسبة للأطفال المبصرين. Tويعمل البرنامج أيضًا على تجهيز المدارس والمعلمين بالأدوات الضرورية لضمان تعليم المكفوفين بنفس جودة تعليم المبصرين. ويساعد البرنامج في إزالة العقبات التعليمية وتقليل المخاوف التي قد تواجه الأطفال بسبب إعاقتهم.
ويزود هذا البرنامج الأطفال المتحدي الإعاقة البصرية بالكتب المطبوعة بطريقة برايل. وبذلك يتمكن الأطفال من متابعة قراءة كتب الأطفال مثل باقي زملائهم في المكتبات أو البيت أو المدرسة. يوفر برنامج النقاط للصغار مجموعة كتب كاملة منها كتاب أطفال ببرايل وشريط لقصة وصفية متخصصة بمؤثرات صوتية ومجموعة من الألعاب ثلاثية الأبعاد التي تتيح للأطفال إمكانية فهم أهمية تخيل القصص بمساعدة إصابعهم.

### الربط بين النقاط
تقدم المؤسسة الأمريكية للمكفوفين (American Foundation for the Blind) للآباء مصادر الربط بين النقاط للنهوض بالتعليم المبكر لبرايل. ويوفر هذا البرنامج ملفًا به حقائق عن برايل وقائمة مصادر ومعلومات للآباء عن برايل وأسماء المؤسسات التي تشجع تعليم طريقة برايل ومصادر بأسماء كتب ومجلات بطريقة برايل ومواد معدلة لتناسب المعوقين ومعلومات أخرى تهدف إلى النهوض بتطوير محو أمية برايل.

### الوصول الفوري لبرايل (Instant Access to Braille)
يقدم برنامج الوصول الفوري لبرايل للأطفال المكفوفين ومتحدي الإعاقة البصرية سبل الوصول إلى مواد تعليمية بطريقة برايل لدعم جهود محو أمية برايل في فصول التعليم العام، وهذا البرنامج مدعوم من مكتب برامج التعليم الخاص التابع لـوزارة التعليم الأمريكية CFDA 84.00327A. ويقدم هذا البرنامج خدمات تدوين الملاحظات النقالة بطريقة برايل للطلاب لتدريبهم بجانب مساعدة المعلمين والآباء ومديري المدرسة في التغلب على كل ما يعوق التدريس للأطفال ذوي الاحتياجات الخاصة وضمان تلقي الطلاب لفرص تعليم مكافئة مثل تلك التي يحظى بها الأطفال المبصرون. وإلى جانب هذا يساعد البرنامج بكل ما يستطيع في تحويل المواد التعليمية المطبوعة إلى شكل إلكتروني لئلا يحرم منها الطلاب متحدو الإعاقة في البيئة التعليمية.
ويهدف برنامج الوصول الفوري إلى مد يد العون للطلاب من الصف الثالث الابتدائي وحتى الصف الأول الثانوي ممن يدرسون مناهج ولاية نيويورك
ويركز البرنامج بصورة أساسية على المواد الدراسية المرتبطة بـالدراسات الاجتماعية. ولا تدفع أي رسوم مقابل أجهزة تدوين الملاحظات أو مشغلات الأقراص أو الطابعات أو إعداد الجهاز. والبرنامج هو مشروع لمدة عام قائم على المدرسة ويمكن تعديل المدة لمنح الطالب جميع المزايا التي تفيده وتثري العملية التعليمية.

### تحدي برايل (Braille Challenge)
تحدي برايل هي منافسة سنوية مقسمة إلى مرحلتين هدفها تحفيز الطلاب المكفوفين على صقل مهارات برايل. يعمل البرنامج على محاكاة مسابقة التهجئة التي تقام للأطفال المبصرين في أهميتها وأهدافها التعليمية. ويتنافس الأطفال في هذه المسابقة على النسخ والقراء ببرايل بواسطة جهاز بيركنز بريلر (Perkins Brailler). ويقيم الأطفال في هذه المنافسة على أساس سرعتهم ودقتهم واستيعابهم أثناء القراءة والقدرة على تفسير رموز الخرائط والرسوم البيانية والتهجئة.
بدأت مسابقة تحدي برايل على نطاق محلي عام 2000 برعاية مؤسسة برايل، وأقيمت المسابقة لتشجيع ودعم مهارات برايل لدى الأطفال. وفي عام 2003 بدأت مؤسسة برايل بمشاركة مؤسسات أخرى وشكلت لجنة استشارية لـإتاحة تحدي برايل لجميع الأطفال في جميع أنحاء الولايات المتحدة وكندا. وفي هذا العام قدم 200 طالب من ولايات مختلفة وأربعة طلاب من مقاطعات كندية للمشاركة في الفعاليات الإقليمية، ليتأهل 55 للنهائي في لوس أنجلوس للمنافسة على لقب تحدي برايل لعام 2003. ثم تضاعفت أعداد المشاركين في المسابقة بعد عام 2003.
وفي عام 2005 تلقت المؤسسة 775 طلبًا من 40 ولاية وست مقاطعات كندية للمشاركة في المنافسات الأولية.وفي عام 2006 استضافت الفعاليات الإقليمية 31 وكالة ومدرسة لتقديم الخدمات للمكفوفين وضعاف البصر من أماكن شتى في الولايات المتحدة وكندا. وشارك ما يزيد عن 500 طالب على المستوى الإقليمي في عام 2009 ليصعد أعلى 12 طالبًا من كل مجموعة من المجموعات العمرية الخمس للتنافس على مستوى القطر في الدور النهائي المقام في مؤسسة برايل في لوس أنجلوس.